# Povilas Vanagas
Povilas Vanagas (ur. 23 lipca 1970 w Kownie) – litewski łyżwiarz figurowy startujący w parach tanecznych z Margaritą Drobiazko. Razem zdobyli pierwsze medale w historii dla Litwy w łyżwiarstwie figurowym. Uczestnik igrzysk olimpijskich (1992, 1994, 1998, 2002, 2006), brązowy medalista mistrzostw świata, mistrzostw Europy i finału Grand Prix oraz trzynastokrotny mistrz Litwy. Zakończył karierę amatorską w 2006 r.

## Życie prywatne
Vanagas posługuje się biegle językiem litewskim, rosyjskim, polskim i angielskim. Jego matka Lilija Vanagiene była trenerką litewskiej reprezentacji narodowej w łyżwiarstwie figurowym. W czerwcu 2000 r. ożenił się ze swoją partnerką sportową Margaritą Drobiazko.

## Kariera
Vanagas rozpoczął jazdę na łyżwach mając 3 lata podczas gdy matka trenowała innych łyżwiarzy. Na początku swojej kariery sportowej był solistą, wygrał sześć tytułów mistrza kraju i startował w zawodach w Związku Radzieckim. Gdy miał 18 lat otrzymał powołanie do armii radzieckiej i został wysłany do Moskwy. Po otrzymaniu szansy wyboru między armią i łyżwiarstwem figurowym poświęcił się sportowi, choć na początku nie chciał wybrać konkurencji par tanecznych. 
W 1991 r. po przybyciu do Moskwy trenerka Tatjana Tarasowa sparowała Vanagasa z Rosjanką Margaritą Drobiazko. Margarita trenowała wcześniej balet i poświęciła karierę baleriny na rzecz łyżwiarstwa figurowego, zaś Povilas miał duże problemy z tańcem. Margarita uczyła go tańczyć, a niepowodzenia w treningu prowadziły do konfliktów, jednak żaden z nich nie wpłynął negatywnie na ich partnerstwo. Para trenowała w Moskwie, zaś po rozpadzie Związku Radzieckiego obydwoje zdawali sobie sprawę z dużej konkurencji w Rosji dlatego zdecydowali się reprezentować Litwę. Vanagas tak mówił o tej sytuacji: "Na początku było trudno, ponieważ między Rosją a Litwą panowała napięta sytuacja. A ponieważ Rita jest Rosjanką, to powodowało wiele problemów." Obydwoje myśleli, że ich współpraca będzie krótkoterminowa, a Vanagas po wypełnieniu dwuletniej służby wojskowej wróci na Litwę, aby studiować ekonomię. W pierwszym wspólnym sezonie wzięli udział w igrzyskach olimpijskich 1992 w Albertville, gdzie zajęli 16. miejsce. Był to pierwszy start litewskich łyżwiarzy figurowych na zimowych igrzyskach olimpijskich po 64 latach nieobecności na arenie olimpijskiej. W 1994 r. poprawili swój rezultat olimpijski zajmując 12. miejsce na igrzyskach olimpijskich w Lillehammer. W sezonie 1994/1995 zadebiutowali w zawodach Grand Prix i zajmowali drugie miejsca w Sparkassen Cup on Ice oraz Skate Canada International.
Drobiazko i Vanagas przenieśli się do Kowna na Litwę, gdzie rozpoczęli treningi po okiem trenerki Jeleny Maslennikowej, która była ekspertem zarówno w tańcu na lodzie jak i tańcu towarzyskim. W 1995 r. para rozpoczęła dodatkowe treningi w Anglii z Betty Callaway, aby udoskonalić swoją technikę i poprawić umiejętności w tańcu współczesnym. W tym czasie skupili się także na poprawieniu swojej prezentacji nad czym pracowali z Jayne Torvill i Christopherem Deanem. Utytułowana para brytyjska była pod wrażeniem Drobiazko i Vanagasa dlatego zaproponowali im udział w ich rewii World Tour oraz rozpoczęli regularną współpracę przy choreografiach m.in. w sezonie 1996/1997 - taniec oryginalny "La Cumparsita" i taniec dowolny "Cool Jazz". 

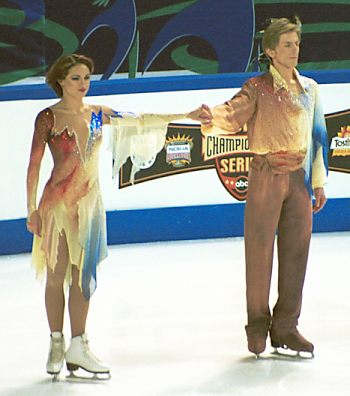
Drobiazko i Vanagas podczas finału Grand Prix 2001 w Kitchener.

W trzecim występie olimpijskim na igrzyskach olimpijskich w Nagano zajęli 8. miejsce. Od 1998 r. zaczęli regularnie stawać na podium zawodów Grand Prix. W 1999 r. Drobiazko i Vanagas dzielili swój czas między treningami w Kownie z Maslennikową oraz z Jeleną Czajkowską w Moskwie. W sezonie 1999/2000 zdobyli brązowe medale w finale Grand Prix, mistrzostwach Europy i mistrzostwach świata w Nicei. W kolejnych dwóch sezonach zdobyli dwa kolejne brązowe medale finału Grand Prix i wielokrotnie zajmowali miejsca tuż za podium. 
Ich czwarty występ olimpijski na igrzyskach olimpijskich 2002 w Salt Lake City był dla nich dużą szansą na medal zważając na ich utrzymywanie się w ścisłej czołówce światowej. Ostatecznie w kontrowersyjnym konkursie olimpijskim zajęli dopiero 5. miejsce. Wielu kibiców oraz opinia publiczna uważała, że Drobiazko i Vanagas regularnie niedoceniani przez sędziów co nie pozwoliło im m.in. na zdobycie medalu olimpijskiego. Po sezonie olimpijskim zdecydowali się na ogłoszenie zakończenia kariery amatorskiej i kontynuowanie występów w rewiach łyżwiarskich, a także przygotowanie się do pracy jako trenerzy.
Po dwóch sezonach przerwy Drobiazko i Vanagas wrócili do kariery amatorskiej wygrywając swój 12 tytuł mistrzów Litwy. Para zdecydowała się na powrót, aby wystąpić na igrzyskach olimpijskich po raz szósty. W sezonie swojego powrotu zdobyli trzynasty tytuł mistrzów Litwy, brązowy medal mistrzostw Europy w Lyonie i czwarte miejsce na mistrzostwach świata. Na igrzyskach olimpijskich 2006 w Turynie zajęli 7. miejsce. Ich występ olimpijski spowodował, że Drobiazko i Vanagas zostali pierwszymi łyżwiarzami figurowymi, którzy wystąpili na Zimowych Igrzyskach Olimpijskich aż pięciokrotnie. 

## Osiągnięcia
Z Drobiazko
| Zawody                        | 91–92          | 92–93          | 93–94          | 94–95          | 95–96          | 96–97          | 97–98          | 98–99          | 99–00          | 00–01          | 01–02          | 04–05          | 05–06          |                |                |                |                |
| Międzynarodowe                | Międzynarodowe | Międzynarodowe | Międzynarodowe | Międzynarodowe | Międzynarodowe | Międzynarodowe | Międzynarodowe | Międzynarodowe | Międzynarodowe | Międzynarodowe | Międzynarodowe | Międzynarodowe | Międzynarodowe | Międzynarodowe | Międzynarodowe | Międzynarodowe | Międzynarodowe |
| ----------------------------- | -------------- | -------------- | -------------- | -------------- | -------------- | -------------- | -------------- | -------------- | -------------- | -------------- | -------------- | -------------- | -------------- | -------------- | -------------- | -------------- | -------------- |
| Igrzyska olimpijskie          | 16             |                | 12             |                |                |                | 8              |                |                |                | 5              |                | 7              |                |                |                |                |
| Mistrzostwa Świata            | 17             | 13             | 9              | 12             | 8              | 10             | 8              | 6              | 3              | 5              | 4              |                | 4              |                |                |                |                |
| Mistrzostwa Europy            | 15             | 11             | 11             | 11             | 6              | 8              | 6              | 5              | 3              | 4              | 4              |                | 3              |                |                |                |                |
| GP Finał Grand Prix           |                |                |                |                |                |                |                | 4              | 3              | 3              | 3              |                |                |                |                |                |                |
| GP Sparkassen Cup on Ice      |                |                |                | 2              | 5              | 5              |                |                |                | 2              |                |                |                |                |                |                |                |
| GP NHK Trophy                 |                |                |                | 6              | 5              | 4              |                | 2              | 3              | 2              | 2              |                |                |                |                |                |                |
| GP Skate America              |                |                |                |                |                |                |                |                |                | 2              | 3              |                |                |                |                |                |                |
| GP Skate Canada International |                |                |                | 2              | 8              | 4              | 4              | 2              | 1              |                |                |                |                |                |                |                |                |
| GP Trophée Lalique            |                |                |                | 4              |                |                |                | 3              | 3              |                | 3              |                |                |                |                |                |                |
| Nebelhorn Trophy              |                | 2              | 3              |                |                |                |                |                |                |                |                |                | 2              |                |                |                |                |
| Memoriał Karla Schäfera       |                |                |                |                |                |                |                |                |                |                |                |                | 1              |                |                |                |                |
| Skate Israel                  |                |                |                |                | 1              | 1              |                |                |                |                |                |                |                |                |                |                |                |
| Piruetten                     |                | 5              |                |                |                |                |                |                |                |                |                |                |                |                |                |                |                |
| Uniwersjada                   |                | 3              |                |                |                |                |                |                |                |                |                |                |                |                |                |                |                |
| Krajowe                       |                |                |                |                |                |                |                |                |                |                |                |                |                |                |                |                |                |
| Mistrzostwa Litwy             | 1              | 1              | 1              | 1              | 1              | 1              | 1              | 1              | 1              | 1              | 1              | 1              | 1              |                |                |                |                |

## Odznaczenia
- Krzyż Kawalerski Orderu „Za Zasługi dla Litwy” – 2004
- Medal Ochotników Założycieli  Wojska Litewskiego – 2001
- Krzyż Kawalerski Orderu Wielkiego Księcia Giedymina – 2000